# Glossosoma alascense
Glossosoma alascense är en nattsländeart som beskrevs av Banks 1900. Glossosoma alascense ingår i släktet Glossosoma och familjen stenhusnattsländor. Inga underarter finns listade i Catalogue of Life.